# RethinkDB
RethinkDB ist ein dokumentorientiertes, NoSQL-Datenbankmanagementsystem, das als Open-Source-Projekt entwickelt wird. Sie speichert Sammlungen von JSON-Dokumenten mit dynamischem Datenbankschema und ist unter anderem für die Bereitstellung von Datenaktualisierungen in Echtzeit konzipiert.

## Geschichte
RethinkDB wurde 2009 als gleichnamiges Startup gegründet und die erste Version der Datenbank veröffentlicht. 2012 wurde die Version 1.2 der Datenbank als Open-Source-Software veröffentlicht. Die Version 2.0 wurde als große Weiterentwicklung und erster „Production ready“-Release (als geeignet für den produktiven Einsatz) bezeichnet. Am 5. Oktober 2016 wurde bekanntgegeben, dass die Firma hinter RethinkDB und Horizon schließt.

## Verbreitung
Nach DB-Engines.com ist RethinkDB im Popularitätsranking auf Rang 46 (Stand September 2016) und somit die fünft-populärste dokumentbasierte Datenbank. Die populärsten Bibliotheken zum Austausch mit der Datenbank haben 2088 (Packagist, Stand September 2016) und 22105 (NPM) Downloads pro Monat. Die Datenbank ist mit 15451 Stars / Likes (Stand September 2016) auf GitHub die zweitbeliebteste NoSQL-Datenbank (vor MongoDB).

## Einsatzgebiete
Besonderes Augenmerk wurde in RethinkDB auf die einfache Bereitstellung von Echtzeitaktualisierungen durch eine entsprechende Push-Architektur gelegt. Es soll für Entwickler einfach sein, aktuelle Daten in Echtzeit in ihre Anwendungen einzubauen. Als typische Einsatzgebiete für diese Funktionalität werden unter anderem kollaborative Onlineanwendungen und Multiplayer-Spiele genannt.
Nicht empfohlen wird der Einsatz von RethinkDB, wenn:
- ACID komplett unterstützt werden soll (Alternativen: MySQL, PostgreSQL).
- Rechenintensive Analysen über einen großen Teil der Datenbank durchgeführt werden sollen (Alternativen: Hadoop).
- Wenn besonders hohe Verfügbarkeit gewährleistet werden soll, da RethinkDB den Schwerpunkt hier auf die Datenkonsistenz legt (Alternativen: Riak).

## Funktionsweise
Anders als relationale Datenbanken wie MySQL verwendet RethinkDB ähnlich anderen NoSQL-Datenbanken JSON-Dokumente. Dies erlaubt komplexe, verschachtelte Strukturen pro Datensatz und es wird kein spezielles Datenbankschema erzwungen.

### RethinkDB Query Language (ReQL)
Die RethinkDB Query Language ist eine dem JavaScript-Syntax sehr ähnliche Sprache zum Beschreiben von Datenbankabfragen. Befehle werden hier ähnlich der JQuery-Syntax aneinandergehängt.
Ein Beispiel für eine Abfrage:
```
r
.
db
(
"music"
).
table
(
"catalog"
).
filter
(
function
(
album
){

  
return
 
album
(
"details"
).
filter
(
function
(
track
){

    
return
 
track
(
"media_type_id"
).
eq
(
2
)

  
})

})

```